# Rävspindling
Rävspindling (Cortinarius vulpinus) är en svampart. Rävspindling ingår i släktet Cortinarius och familjen spindlingar.  Arten är reproducerande i Sverige.

## Underarter
Arten delas in i följande underarter:
- pseudovulpinus
- vulpinus